# Sinopodisma yingdensis
Sinopodisma yingdensis är en insektsart som beskrevs av Liang 1988. Sinopodisma yingdensis ingår i släktet Sinopodisma och familjen gräshoppor. Inga underarter finns listade i Catalogue of Life.